# MRC 1138-262
MRC 1138-262, soprannominata Galassia Ragnatela (Spiderweb Galaxy), è una galassia irregolare (Irr-II) situata nella costellazione dell'Idra con un redshift di z = 2,156 pari a 10,6 miliardi di anni luce.
La galassia era già nota da decenni essendo una radio sorgente, ospitando al centro un buco nero supermassiccio. MRC è l'acronimo di Molonglo Reference Catalogue of Radio Sources, dal nome dell'Osservatorio di Molonglo in Australia. MRC 1138-262 è stata studiata tra 1958 ed il 1961 dagli astronomi Bernard Mills, Bruce Slee e Eric Hill che, inoltre, compilarono il Catalogo MSH delle radiosorgenti. 
Gli studi radioastronomici suggeriscono che si tratti di una galassia ellittica, situata al centro di un protoammasso di galassie, con nucleo fortemente irregolare.
MRC 1138-262 è stata nuovamente studiata con l'utilizzo della Advanced Camera for Surveys del Telescopio spaziale Hubble.
Le osservazioni nella luce visibile mostrano che si tratta di una galassia massiccia in via di formazione assemblata dalla fusione con una miriade di piccole e luminose galassie in cui è presente un'attiva formazione stellare. Questo processo ha determinato la sua inconsueta morfologia con un enorme nucleo centrale e strutture filamentose verso la periferia.
Si ipotizza che questo meccanismo sia stato alla base della formazione delle galassie massicce nell'Universo ai primordi.

## Galleria d'immagini

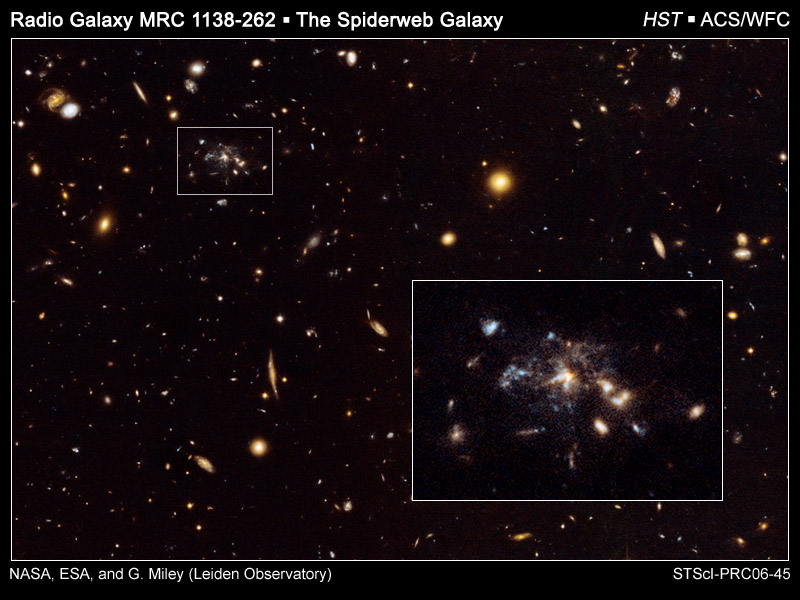
MRC 1138-262 nell'area esaminata dal Telescopio spaziale Hubble
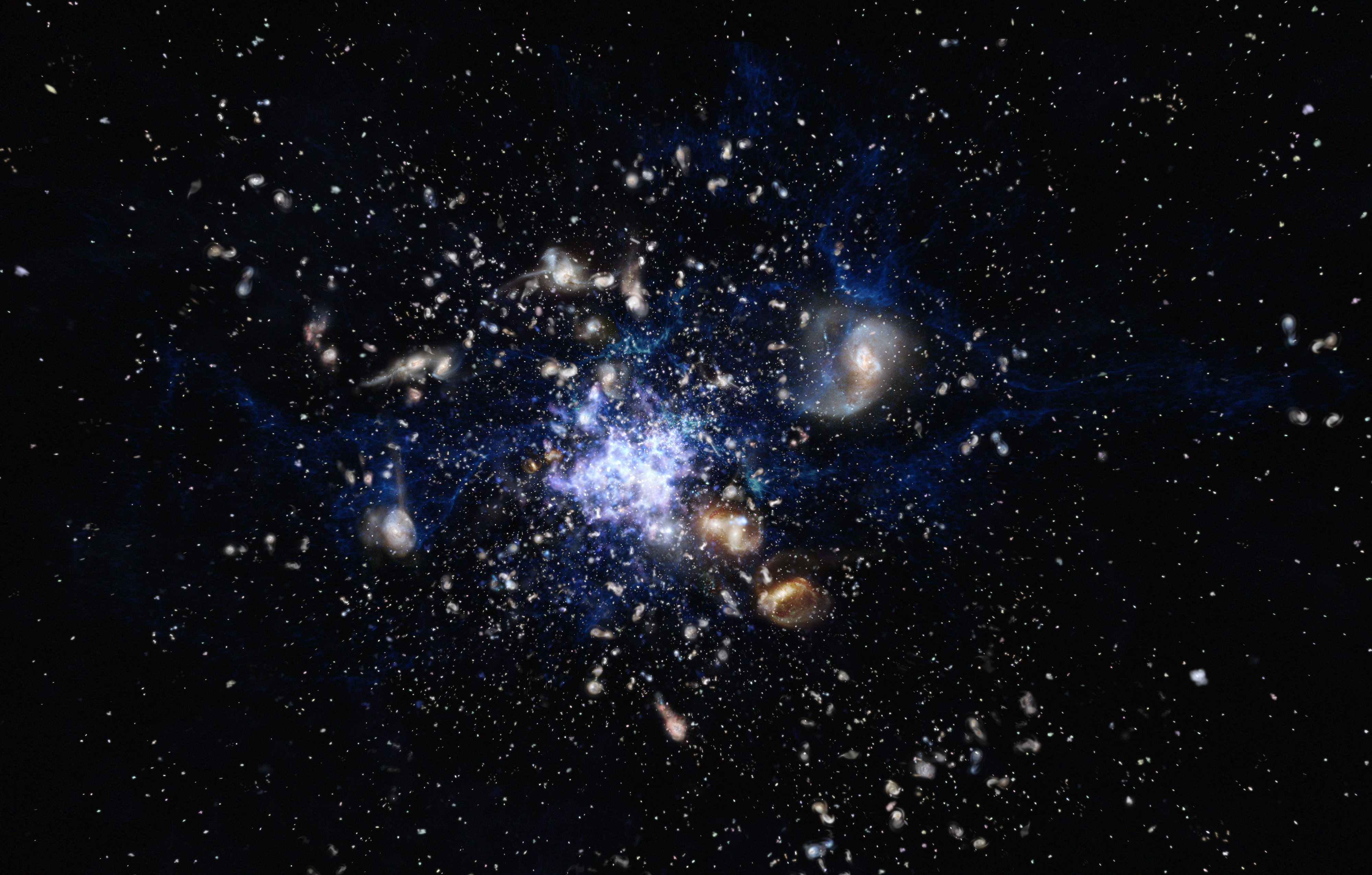
L'interpretazione artistica della formazione di un protoammasso di galassie nell'Universo primordiale.